# Pirámide Acodada
La Pirámide Acodada, también llamada Pirámide Romboidal o Pirámide sur de Dahshur, es un monumento funerario o cenotafio construido por orden del faraón Seneferu en Dahshur, a 40 kilómetros al sur de El Cairo, en Egipto. Se estima que su forma particular es una tentativa fallida de pirámide de caras lisas, la última fase de la evolución de las pirámides egipcias. Posee numerosas particularidades y se asemeja en muchos puntos a la pirámide erigida por el hijo y sucesor de Seneferu, Jufu (conocido comúnmente como Keops). Entre sus características resalta el hecho de que una de sus dos entradas no está situada sobre la fachada septentrional, hecho único en el Imperio Antiguo. Asimismo, es destacable también el hecho de que la pirámide conserva aún la mayor parte de su recubrimiento, lo que la convierte en la pirámide que actualmente está mejor conservada de todo Egipto y lo que hizo que fuese conocida como Aquella que brilla al sol. En su interior se encuentra una bóveda falsa con apoyo en las cuatro paredes que es la más antigua conocida. El complejo funerario revela vestigios de un imponente y gran templo cuya rica ornamentación lo distingue de los otros monumentos de la cuarta dinastía.

## Complejo funerario
El conjunto funerario está constituido por la pirámide del faraón y una pirámide satélite de 26 m de altura situada al sur, ambas rodeadas por un muro de piedra de 2 m de altura. Este recinto estaba comunicado con un templo funerario mediante una calzada de cerca de 700 m de longitud. Debido a su posición alejada de la entrada del valle, este templo funerario no parece ser el templo de recepción (o templo del valle). Por otra parte, hay vestigios de una segunda calzada que debía conectar este templo con el verdadero templo del valle. Es una particularidad que no se encuentra en ningún otro complejo piramidal.
| Elementos del complejo funerario. | Elementos del complejo funerario.                                              |
| --------------------------------- | ------------------------------------------------------------------------------ |
|                                   | 1. Pirámide 2. Pirámide satélite 3. Templo Alto 4. Calzada 5. Templo Funerario |

## Pirámide
- Situación: 29°47′24″N 31°12′32″E / 29.79000, 31.20889
- Altura: 105,07 m;[2]

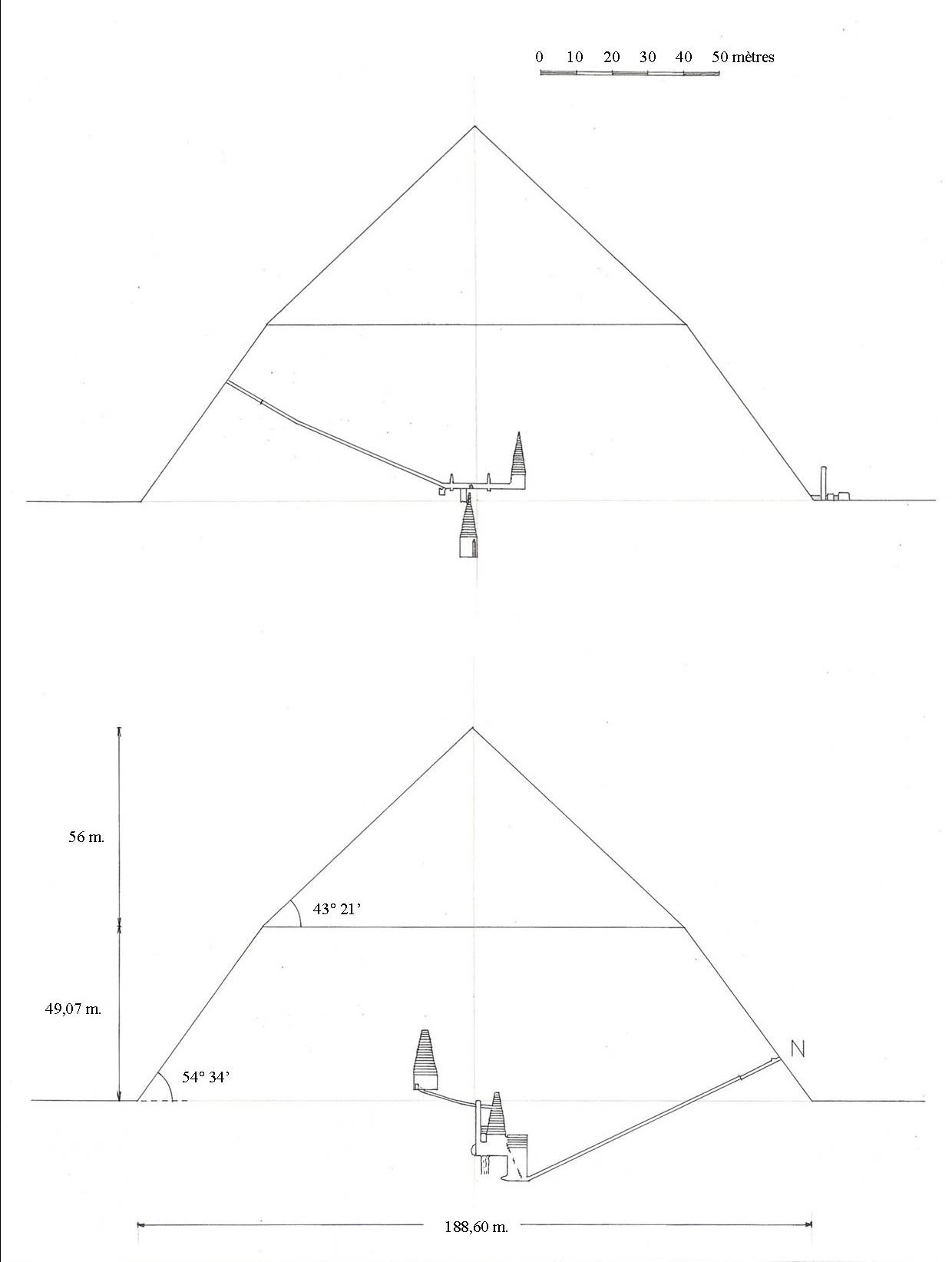
Secciones de la pirámide acodada: O-E y S-N.

- Longitud de los lados de la base: 188,60 m;[2]
- Perímetro: 754,4 m;
- Superficie: 35.570 m²;
- Ángulo de inclinación: parte baja, 54°34’ (pendiente 7/5); parte alta, 43°21’ (pendiente 17/18);[2]Hay dos mediciones con resultados diferentes: según Jean-Philippe Lauer y Mark Lehner,[3] 54°27’44" y según Ahmed Fakhry, 54°34' así como 43°22’ en el siguiente tramo.
- Orientación: fachadas a los cuatro puntos cardinales, con un error aproximado de 9'12".[2]

La característica más evidente de la pirámide es el singular aspecto de sus caras: con doble pendiente. Se estima que es el resultado de un cambio de planificación ocurrido durante la construcción. La segunda característica es la duplicación de su distribución interna: dos cámaras funerarias accesibles mediante dos entradas, una situada sobre la cara septentrional, a unos 12 m del suelo, y otra sobre la occidental, a 33 m del suelo (la pirámide de Kefrén tiene también dos entradas, pero ambas están situadas sobre el lado septentrional del monumento).

## Distribución desde la entrada norte

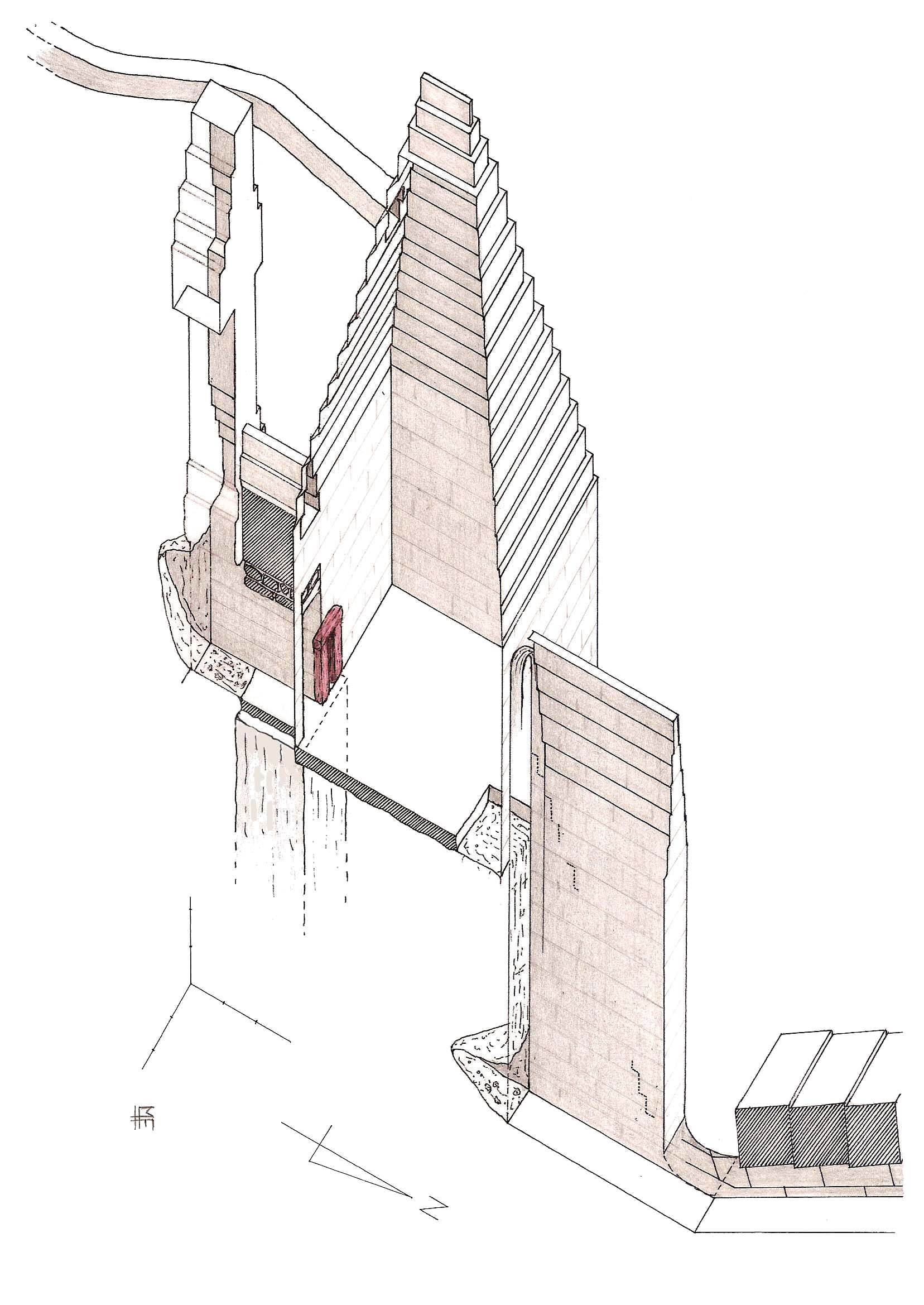
Vista de la cámara inferior de la pirámide acodada.

La entrada septentrional se sitúa a 11,80 metros sobre el nivel del suelo. Se trata de la única pirámide que conserva el paramento de su entrada intacto: los egiptólogos observaron dos pares de agujeros enfrentados y colocados sobre las paredes laterales este y oeste que debían alojar los goznes de una puerta basculante, que los arquitectos italianos Vito Maragioglio y Celeste Rinaldi suponen de madera. La entrada se abre sobre un pasillo descendente de 78,60 metros con una pendiente de 28°22' los primeros 12,60 m, variando luego a 26°20'. Este corredor tiene la particularidad de estar cubierto con losas dispuestas ligeramente solapadas, de forma escalonada, lo que permite descargar el peso de la parte superior a la manera de una bóveda de cañón por aproximación de las hiladas. El pasaje continúa en otro de 5,40 m sin pendiente, cuyo suelo está a 22,40 m bajo el nivel del terreno, y posee también un techo abovedado similar al anterior pero de 12,60 m de altura. La habitación inferior, a la que se accede por una empinada escalera, está elevada 6,75 m con respecto a ese final del corredor y muestra un perfecto conocimiento por parte de sus diseñadores en materia de distribución de las cargas. El techo de esta cámara, con su punto más alto a 17,30 m de altura, es también una bóveda escalonada innovadora, puesto que no se construye sobre dos caras como en la pirámide de Meidum o en los corredores, sino sobre las cuatro caras y con piedras calcáreas. Maragioglio y Rinaldi encontraron rastros de grietas rellenas con yeso que debieron abrirse, según ellos, durante la construcción de la cámara. Tuvieron en cuenta también la presencia de varios pares de orificios enfrentados para permitir la colocación de vigas.
La habitación inferior ofrece un acceso hacia el sur por un pequeño pasaje, también abovedado. Este conducto atraviesa un pozo (a veces llamado la chimenea) de 8,90 m de profundidad que resulta ser la superposición de dos cavidades, probablemente selladas inicialmente con dos losas, como parece indicar un bloque calizo que descansa aún sobre la cavidad inferior. Se desconoce la función de este pozo, situado en el eje central de la pirámide, y cuya estructura es inusual. El suelo del pasaje situado entre el pozo y la cámara se apoya en los escombros que llenan una cavidad de 8 m de profundidad. El pasaje conduce al corredor de la cámara superior.
John Shae Perring descubrió en la sala inferior, y a una altura de 12,60 m, una cuerda de papiro que indicaba la apertura de una galería excavada en el muro y que unía el pasaje superior con dos gradas de la segunda sala. Es extraño que esta galería se perforase para obviar el uso de la otra entrada de la pirámide. Su ejecución está muy cuidada, si se tiene en cuenta la dificultad de excavar sin iluminación y de garantizar la conexión entre dos pasillos situados a niveles diferentes.
Son aún visibles restos de escaleras construidas sobre las paredes del pasaje que precede a la habitación inferior. Este hecho condujo a los arquitectos a suponer que los constructores habían acondicionado una inmensa escalera de acceso a la galería de conexión, escalera que a continuación habrían desmontado enteramente haciendo imposible el acceso al nivel superior.

## Distribución interna desde la entrada oeste

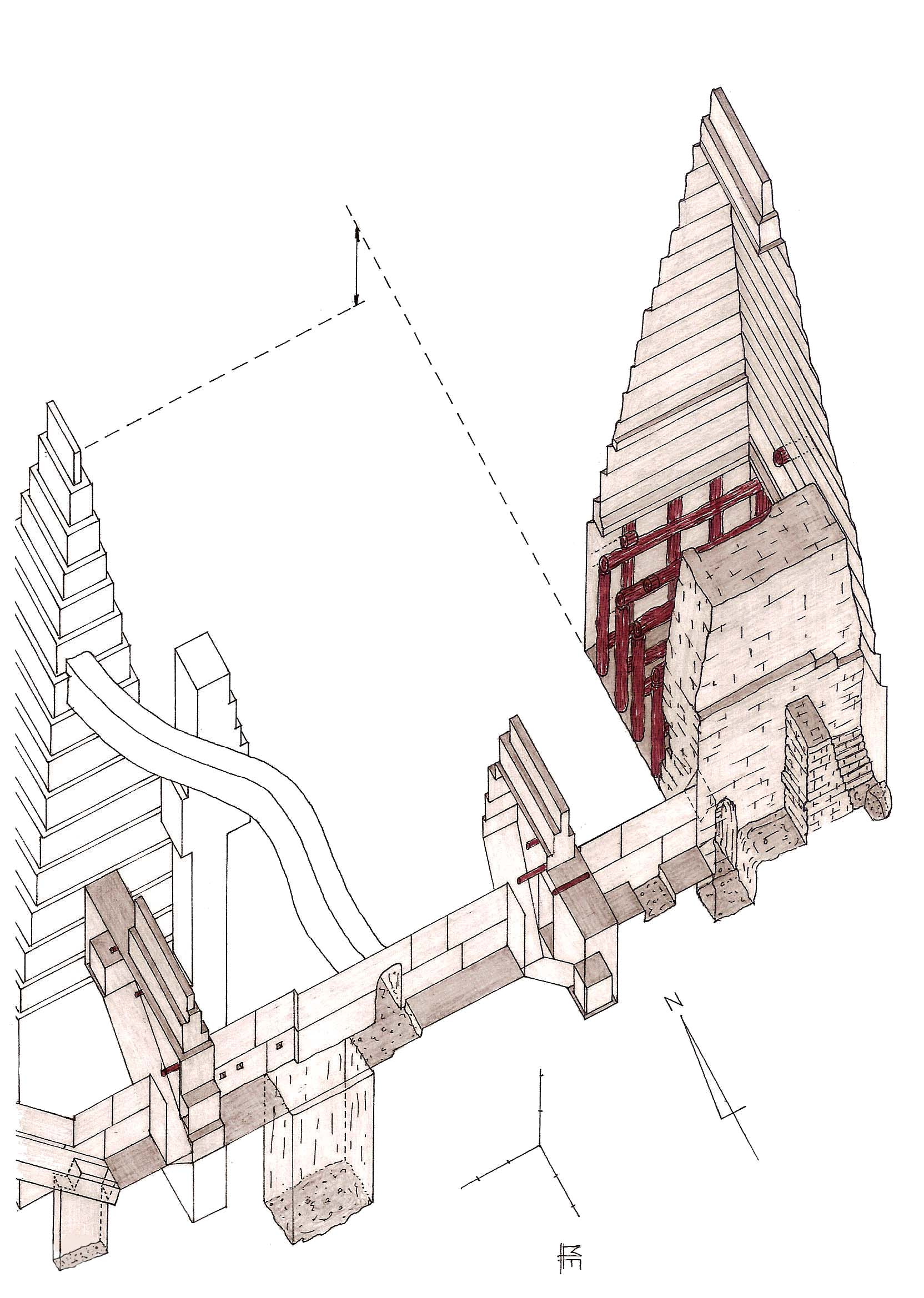
Vista de la cámara superior de la pirámide.

Hasta 1951 la entrada occidental era inaccesible, pues estaba oculta bajo el recubrimiento de la pirámide a 33,22 m del suelo. En lugar de estar centrada sobre la fachada, se encuentra desplazada hacia el sur. El pasaje desciende 67,66 m con una pendiente de 30°09' en los primeros 21,81 m y luego de 24°17'. Este corredor posee en su parte más baja una cavidad en el suelo de 1,28 m de profundidad que recuerda las de la Pirámide de Meidum y la Pirámide roja, que también la tienen en la parte baja del corredor. El pasaje descendente estaba bloqueado en toda su longitud por grandes bloques de caliza pegados con yeso que fueron retirados durante las obras realizadas entre 1946 y 1951. El corredor superior de la pirámide acodada conecta con una sección horizontal de 20 m, a la cual llega el pasaje proveniente de la cámara inferior, que está entrecruzada por dos pasajes de cierre escalonado. Se trata del primer sistema conocido de cierre escalonado con nivel inclinado, innovación que se utilizará más veces durante el Imperio Medio.
Solo la primera escalera ejerció su función; fue enyesada interior y exteriormente, lo que permite concluir que los egipcios utilizaron la galería improvisada (así como la escalera occidental) para sellar la tumba. En el suelo, entre los dos pasajes, hay un amplio pozo de 4 m de profundidad y cuya función es desconocida. En esta parte del pasaje hay cinco pares de muescas colocadas de forma enfrentada sobre las paredes laterales. La galería de conexión entre los dos corredores desemboca aquí en la pared septentrional, exactamente al lado del pozo.
La sección continúa hasta la sala superior que posee, como la inferior, una bóveda escalonada sobre sus cuatro lados pero de peor factura. El suelo de esta sala estaba relleno con restos de pequeños bloques de piedra hasta una altura de 4,20 m. Gran parte de estos cascotes se eliminaron durante las excavaciones de 1946-47, y apareció una imponente estructura en madera de cedro.

## Características de la estructura
A poca distancia de la entrada septentrional del pasaje descendente inferior hay algunas inscripciones jeroglíficas que datan del periodo tardío.
A una quincena de metros de la parte baja del pasaje superior se descubrió una caja que contenía los restos momificados de un búho y cinco murciélagos. El doctor Ahmed Batrawi los dató en la cuarta dinastía mientras que Ahmed Fakhry los situó durante la época ptolemaica. Este corredor superior, accesible desde la entrada occidental, estaba bloqueado originalmente en toda su longitud. Los últimos 18 m de piedra se retiraron, según Fakhry, en época muy antigua. Esta operación, cuyos autores se desconoce, solo pudo llevarse a cabo desde un pasaje excavado a través de la primera escalera.
Fakhry destacó un hecho sorprendente que induce a creer en la existencia de una tercera conexión al exterior de la pirámide y que falta por descubrir: el corredor superior (oeste), que permaneció bloqueado hasta su apertura en 1946 por Hassan Mustafa, estaba obstruido en toda su longitud por grandes bloques de piedra caliza por medio de un sistema de cierre por rastra, sellado en sus dos extremos. Sin embargo, numerosos exploradores desde Perring fueron testigos de un ruido que persistía algunos segundos en caso de fuertes vientos. El ruido se notaba especialmente en la sección horizontal entre los dos pasajes escalonados. Perring notaba también una corriente de aire.
La inusual disposición de las cámaras funerarias, las particularidades arquitectónicas y los artefactos descubiertos no dejan de sorprender. Se trata sin duda alguna de la infraestructura más compleja después de la pirámide de Keops y, tal como ocurre con esta, aún no se ha encontrado ningún argumento satisfactorio que explique las intenciones de los constructores.

## Pirámide satélite

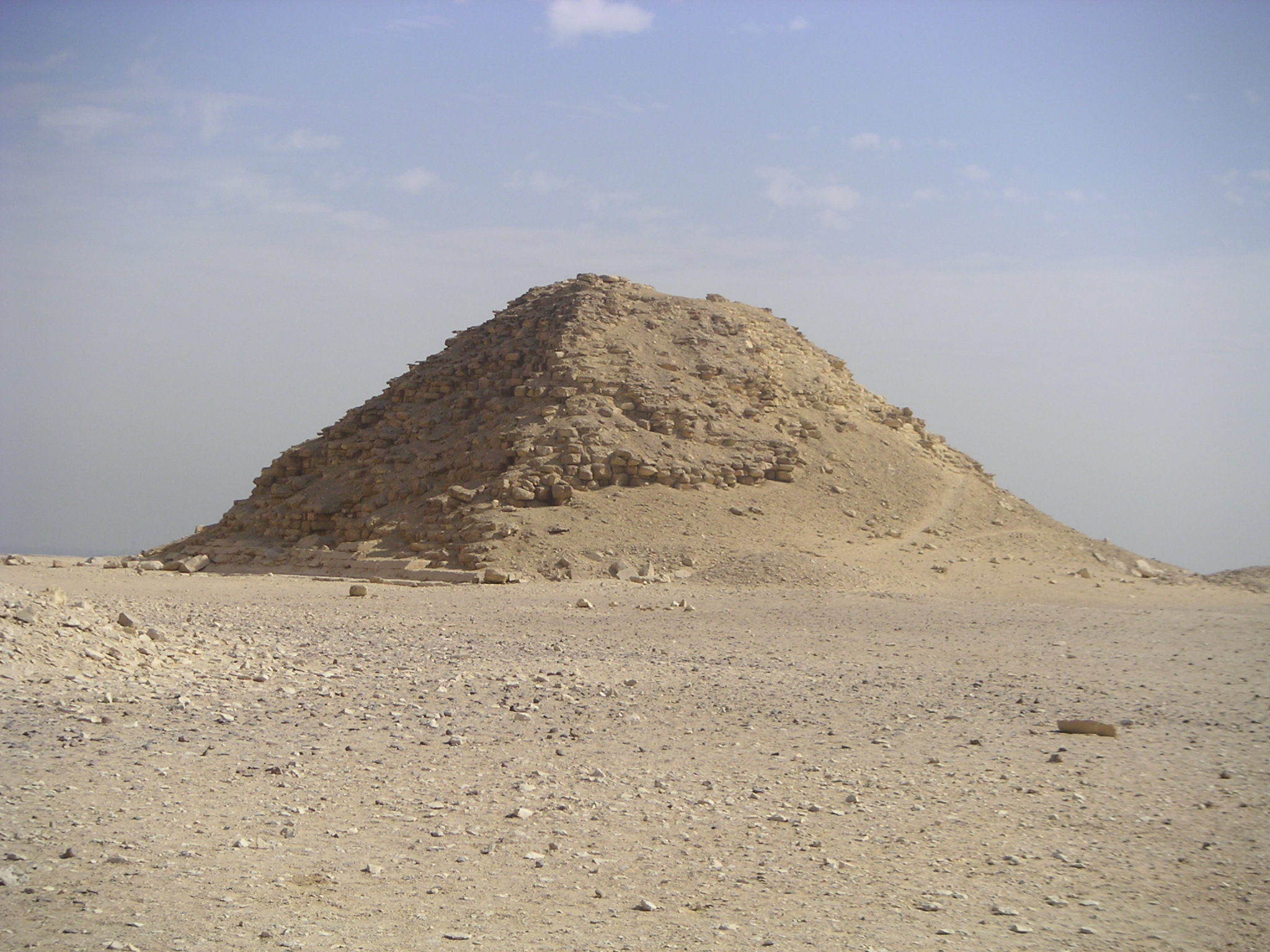
La pirámide satélite.

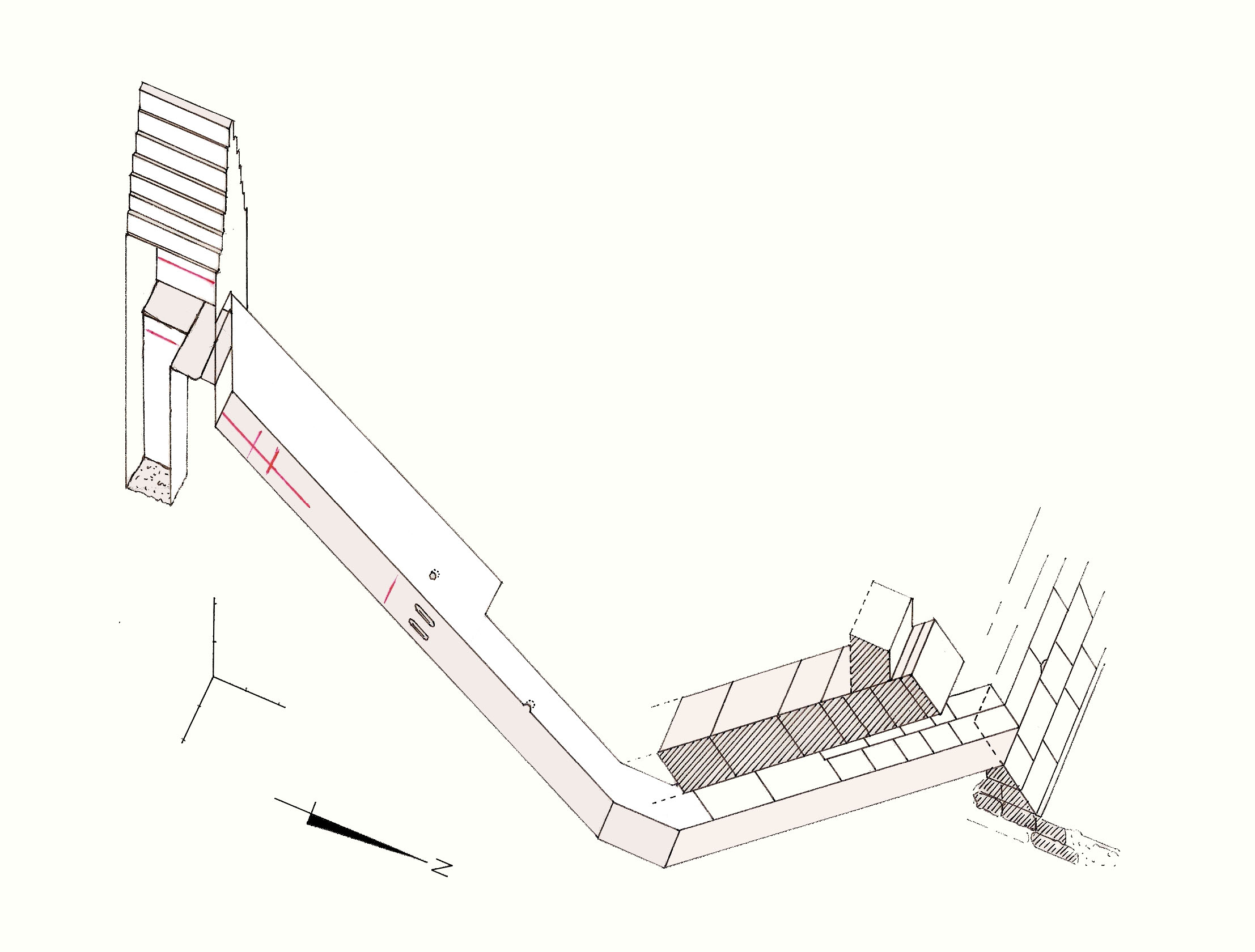
Plano del interior de la pirámide satélite.

Al sur de la pirámide acodada, a una distancia de 55 m, se encuentra una pirámide satélite destinada al culto del Ka del faraón. Las dimensiones originales eran de 26 m de altura y 52,80 m de longitud, y la inclinación de sus caras es de 44°30'. La estructura es de bloques de piedra caliza, relativamente gruesos, dispuestos en hiladas horizontales y cubiertas de un revestimiento de fina piedra caliza de Tura. El acceso a la cámara funeraria se realiza por un pasaje descendente accesible desde el centro de la cara septentrional, a una altura de 1,10 m sobre el suelo. Este pasaje, inclinado 34°, debía tener en su origen una longitud de 11,60 m. Un corto pasaje horizontal sucede a este pasillo, y luego hay otro corredor ascendente con una pendiente de 32°30'.
En el pasaje horizontal subsisten numerosos fragmentos de los bloques que impedían en el pasado el acceso al pasaje ascendente. Éste se amplía a continuación, y se convierte en una pequeña galería en la cual aún se encuentran dos bloques de taponamiento. En las paredes y el suelo hay pintadas numerosas líneas rojas.
El plano recuerda al de la pirámide de Keops, con el pasaje ascendente ocupando el lugar de la Gran Galería. Al final de esta se encuentra la cámara funeraria (llamada así aunque es muy probable que nunca haya contenido ningún sarcófago), situada bajo el ápice de la pirámide y cubierta por una bóveda escalonada. Algunos buscadores de tesoros excavaron un pozo en el suelo de la cámara de unos 4 m de profundidad.
Como la pirámide principal, la satélite poseía su propio altar con dos estelas situadas ante la cara oriental.

## Templos

### Templo Alto

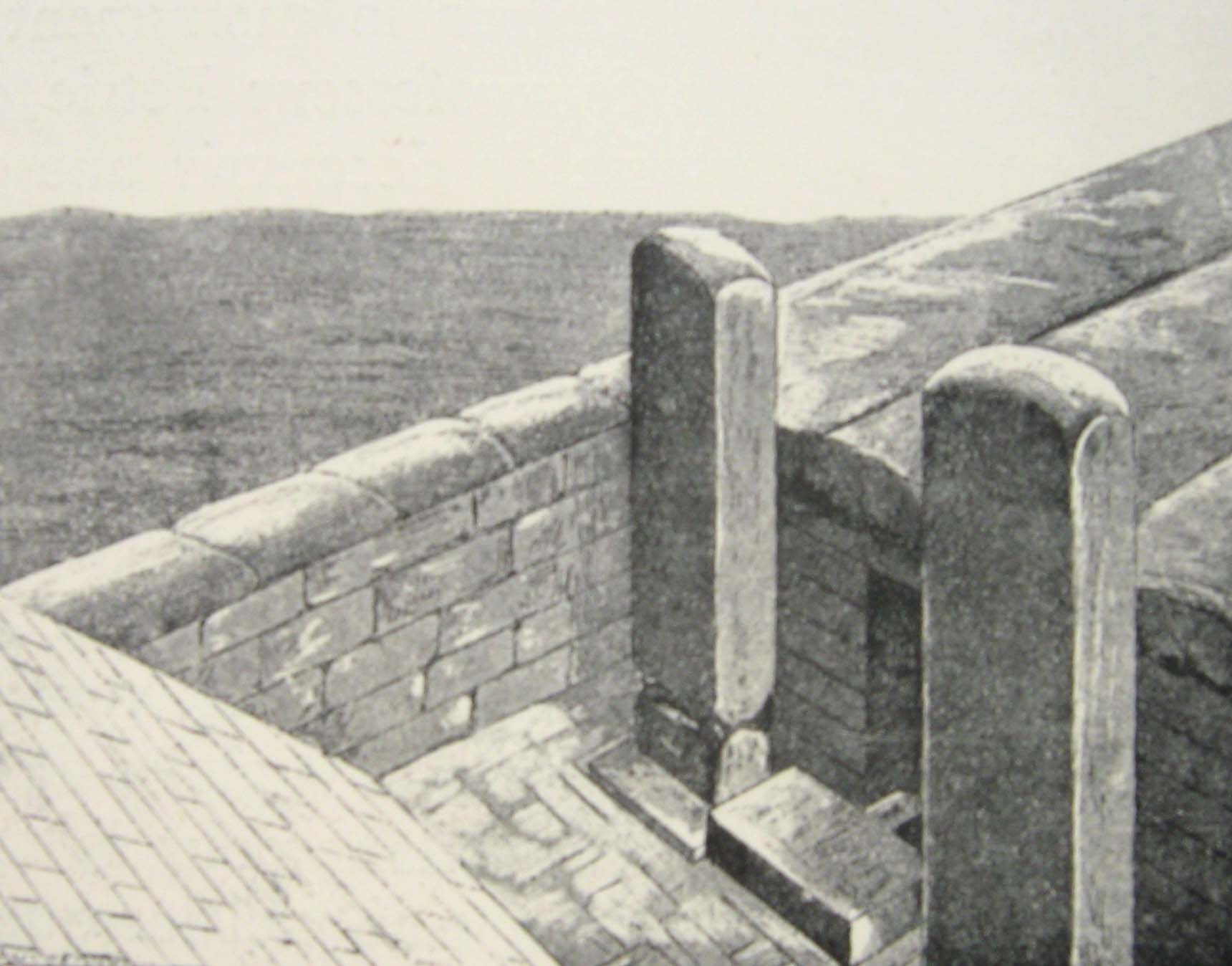
Reconstrucción del Templo Alto según Gaston Maspero.

El Templo Alto, situado junto a la cara oriental de la pirámide principal, solo es un lugar para depositar ofrendas; ante él se encuentran aún dos grandes estelas rotas que, cuando fueron colocadas, medían 9 m de altura. La estructura de esta construcción apenas difiere de la de la pirámide de Meidum, aunque su concepción haya sufrido varias modificaciones. Los elementos principales son aquí los tres altares. El templo fue restaurado y utilizado durante la dinastía XII, y más tarde durante el periodo tardío.

### Templo Funerario
Excavado por Ahmed Fakhry entre 1951 y 1952, era accesible gracias a una larga calzada. Sus dimensiones son de 46 por 25 m. Fakhry pudo dibujar los planos y reconstruir numerosos bajorrelieves a partir de los 1.400 fragmentos encontrados en el lugar. El edificio tiene tres partes diferenciadas: una antecámara, un patio con pilares y seis capillas. Su gran originalidad se debe a las esculturas que adornan la mayor parte de sus paredes, que marcaron el estilo arquitectónico del Imperio Antiguo. El egiptólogo alemán Herbert Ricke lanzó la hipótesis de que este templo se destinaba a los ritos funerarios de Seneferu como rey del Bajo Egipto, mientras que se destinaba otro edificio (hipotético) a los ritos mortuorios como rey del Alto Egipto.
El Templo Funerario de la pirámide acodada, contrariamente a todos los demás conocidos, no se sitúa en la entrada del valle (por lo que reciben el nombre de Templo del Valle). Como el Templo Alto, este se rehabilitó durante la dinastía XII y durante el Periodo tardío.

## La construcción: los dos cambios de planos

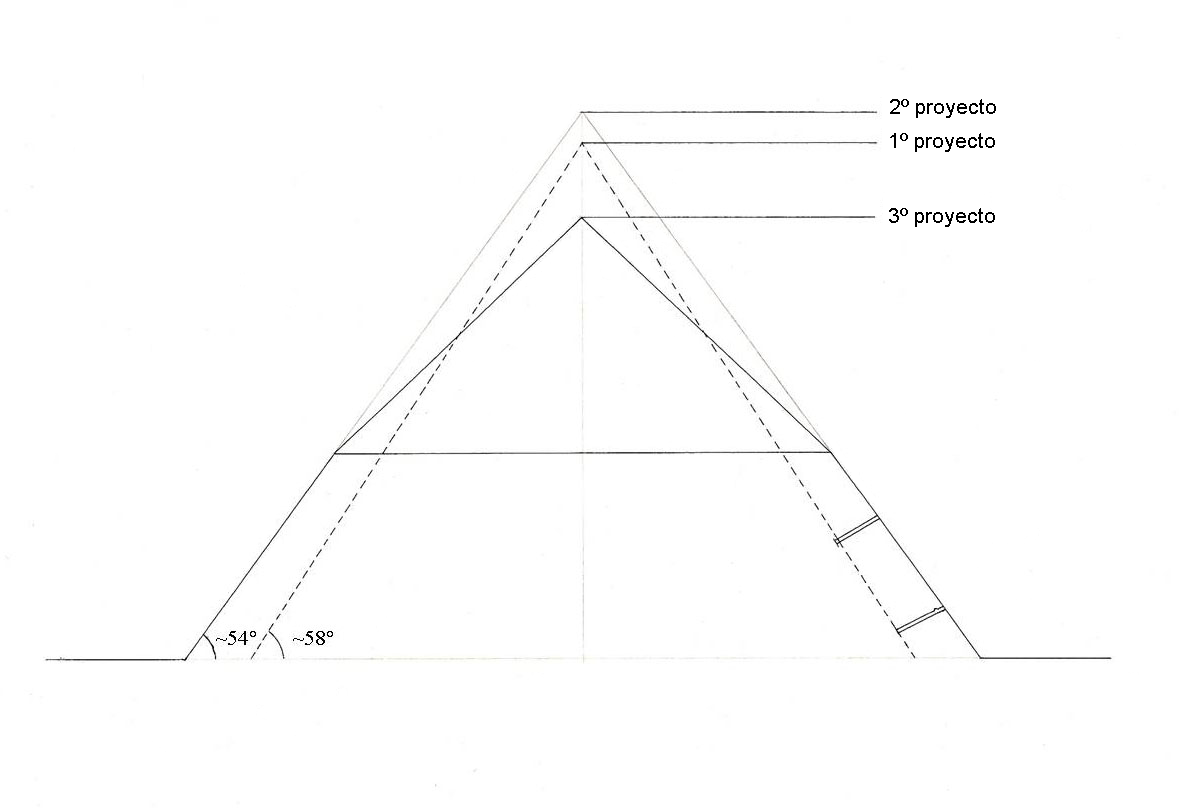
Los tres proyectos de la pirámide acodada.

Vito Maragioglio y Celeste Rinaldi encontraron varios indicios en las dos galerías descendentes de la pirámide principal que ponen de manifiesto que había sufrido varias modificaciones en el curso de su construcción.
Por ejemplo, las juntas de construcción sugieren que las entradas debían situarse originalmente a 12,6 m de la actual entrada septentrional y a 11,60 m de la entrada oeste. La pirámide inicial debía tener una base de 157 m y una altura de 125 m con una inclinación de las caras de 58° (equivalente a una pendiente de 8/5). Cuando ya casi estaba acabada, se decidió aumentar las dimensiones, por eso aparecieron grietas en las galerías de acceso, alineadas con las juntas de construcción en la primera y un poco más abajo en la segunda. Lo añadido se desplomó durante la construcción, seguramente debido a la falta de adherencia sobre el recubrimiento preexistente. Esta falta de adherencia prueba que la primera pirámide debía tener un recubrimiento liso que superaba el nivel de la entrada septentrional, pero por debajo del nivel de la del oeste. El segundo proyecto es aún visible hasta la altura de 49 m, a partir de la cual el recubrimiento debió presentar señales de inestabilidad.
La hipótesis es que se acabó el monumento a toda prisa para disminuir las cargas que soportaban los bloques exteriores, disminuyendo el ángulo de inclinación a 43°. Perring notó en 1839 que la mampostería de la parte superior de la pirámide tenía menor calidad que la de la parte inferior. La pirámide hubiera medido 128,50 m de altura si el segundo proyecto se hubiese podido llevar a cabo.

## Particularidades del complejo funerario
En la pirámide
- El singular aspecto de la doble pendiente de las caras de la pirámide;
- Hay dos entradas que permiten acceder a las cámaras funerarias, una de las cuales no se sitúa sobre la cara septentrional, sino sobre la occidental, lo que la hace única en el Imperio Antiguo;
- Utiliza con maestría las bóvedas escalonadas sobre cuatro caras por primera vez en la historia;
- Es la primera pirámide en la que se utiliza un sistema de cierre con rastras, que se repetirá en las pirámides del Imperio Medio;
- Al igual que las tres pirámides restantes atribuidas a Seneferu (Pirámide Roja, Pirámide de Meidum y Pirámide de Seila), no contiene ningún sarcófago;

En el conjunto funerario
- Es el primer conjunto funerario con templo funerario monumental;
- Posee dos calzadas procesionales.

## Galería

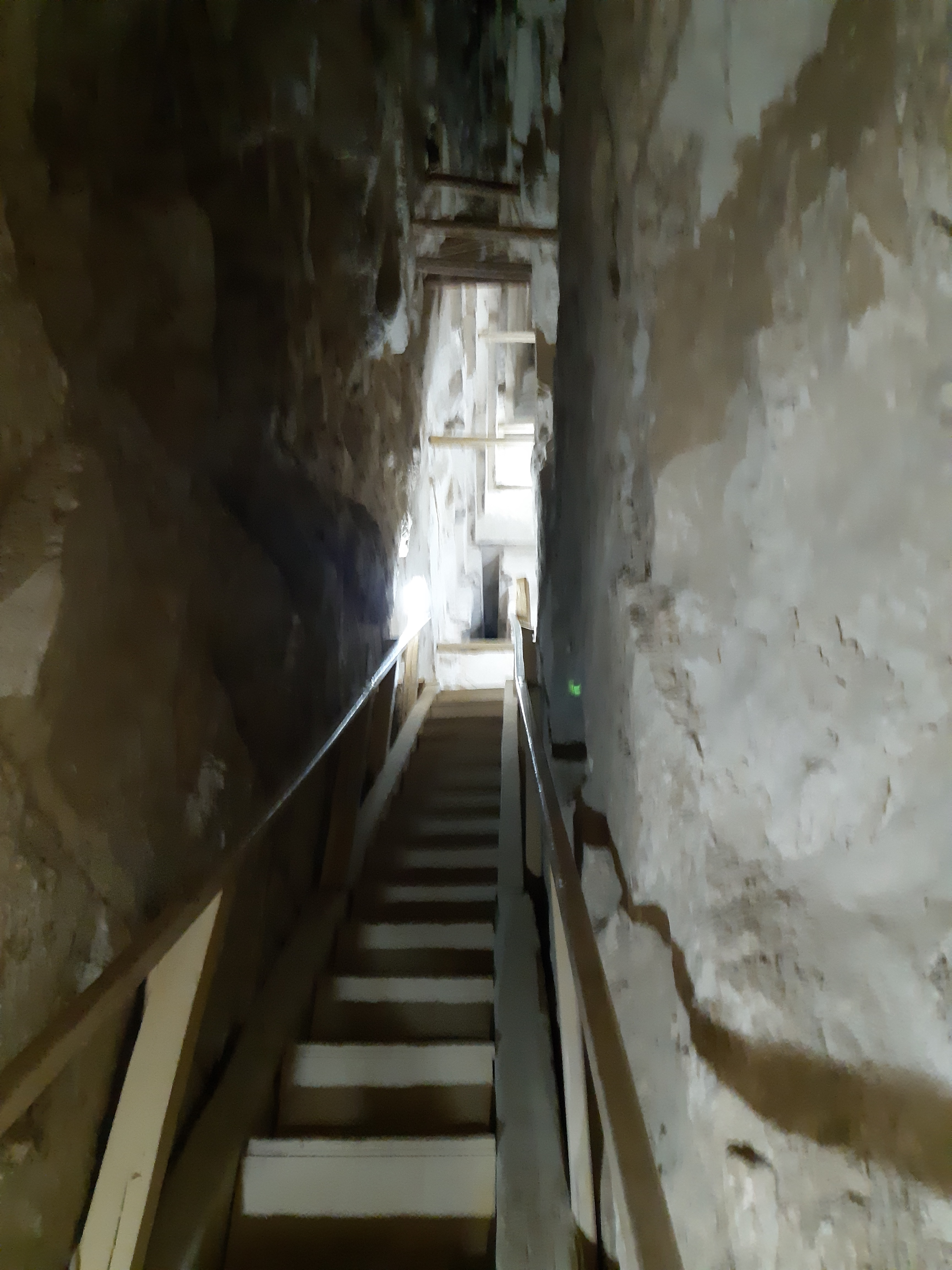
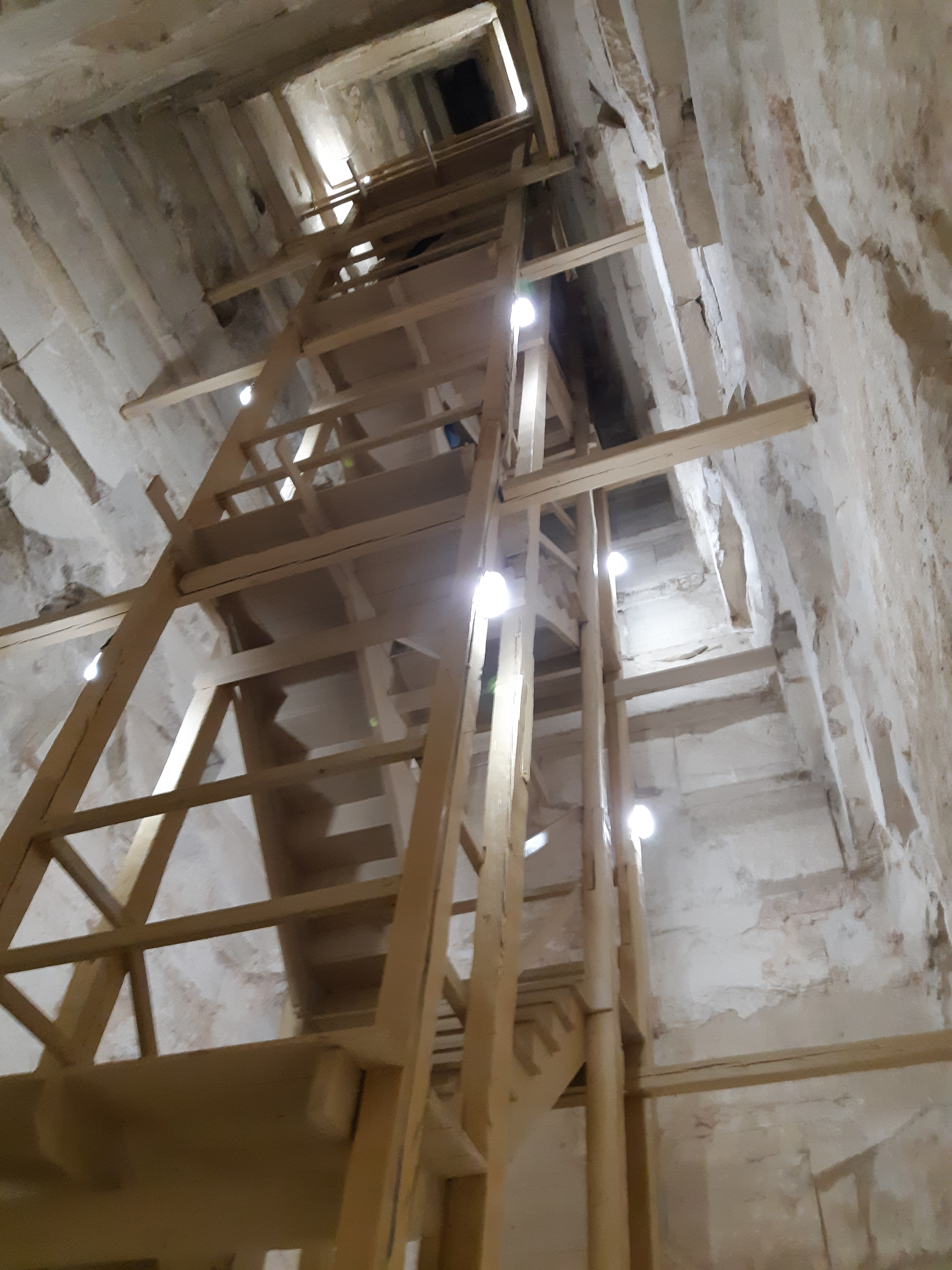
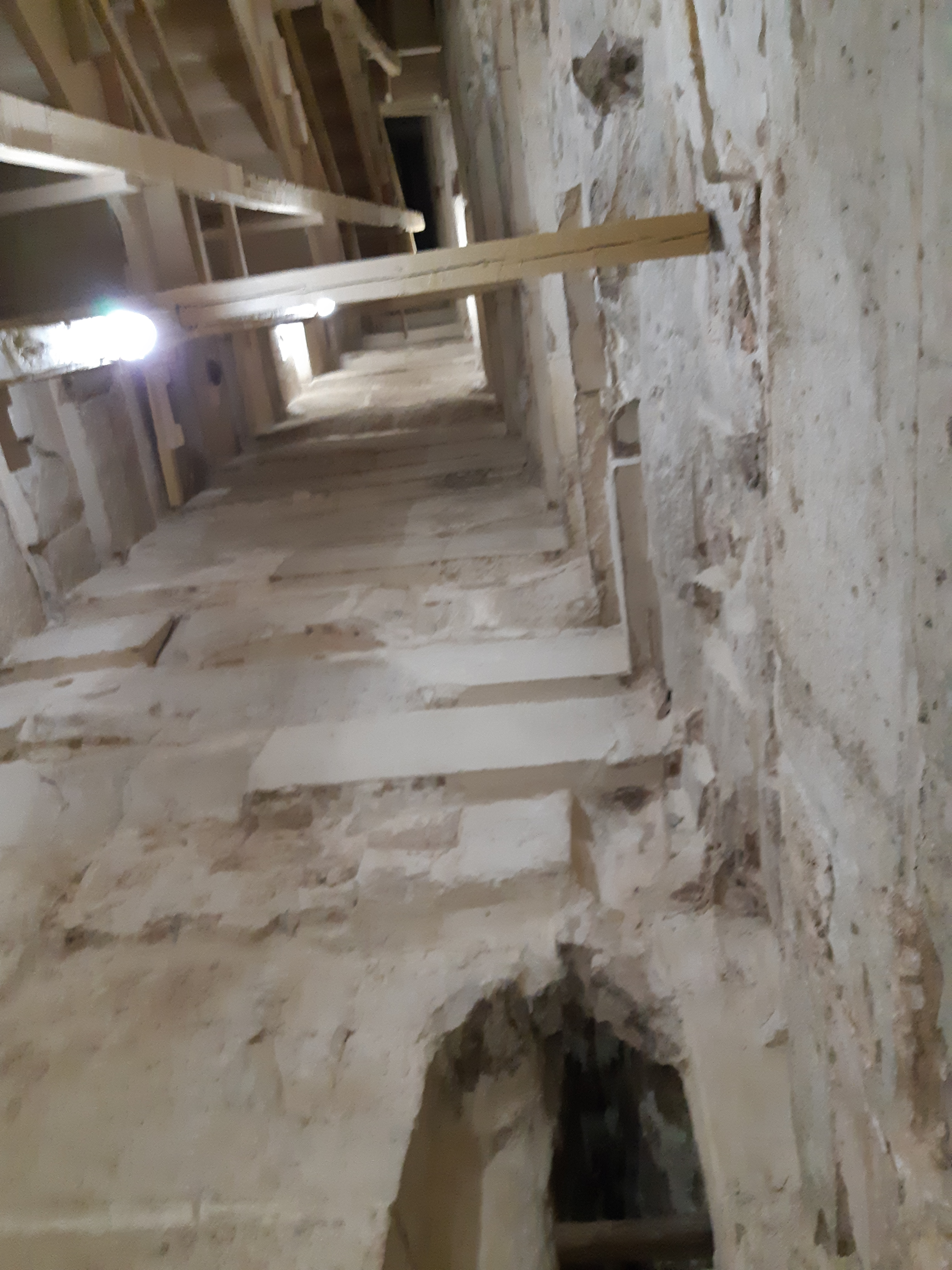
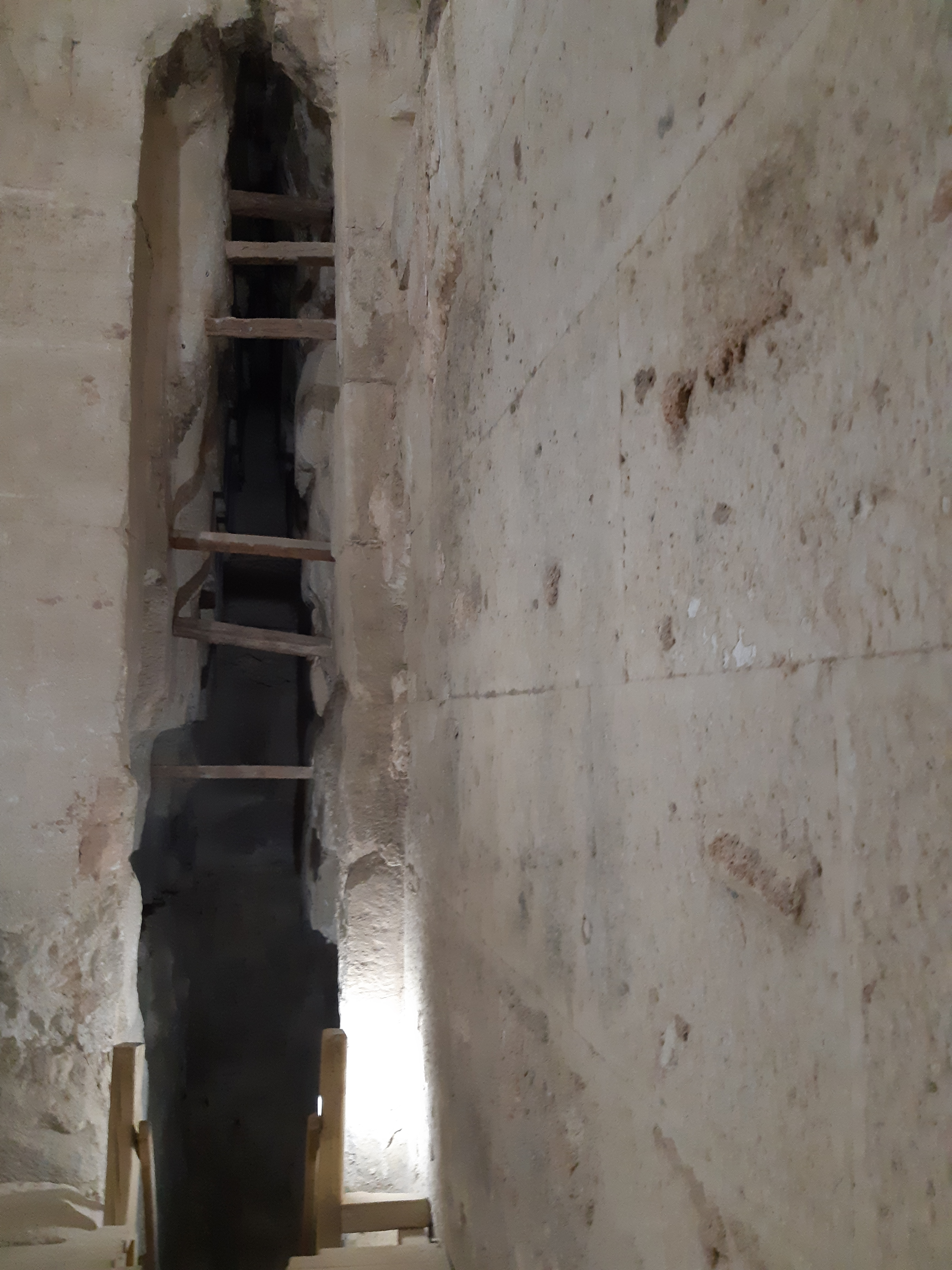
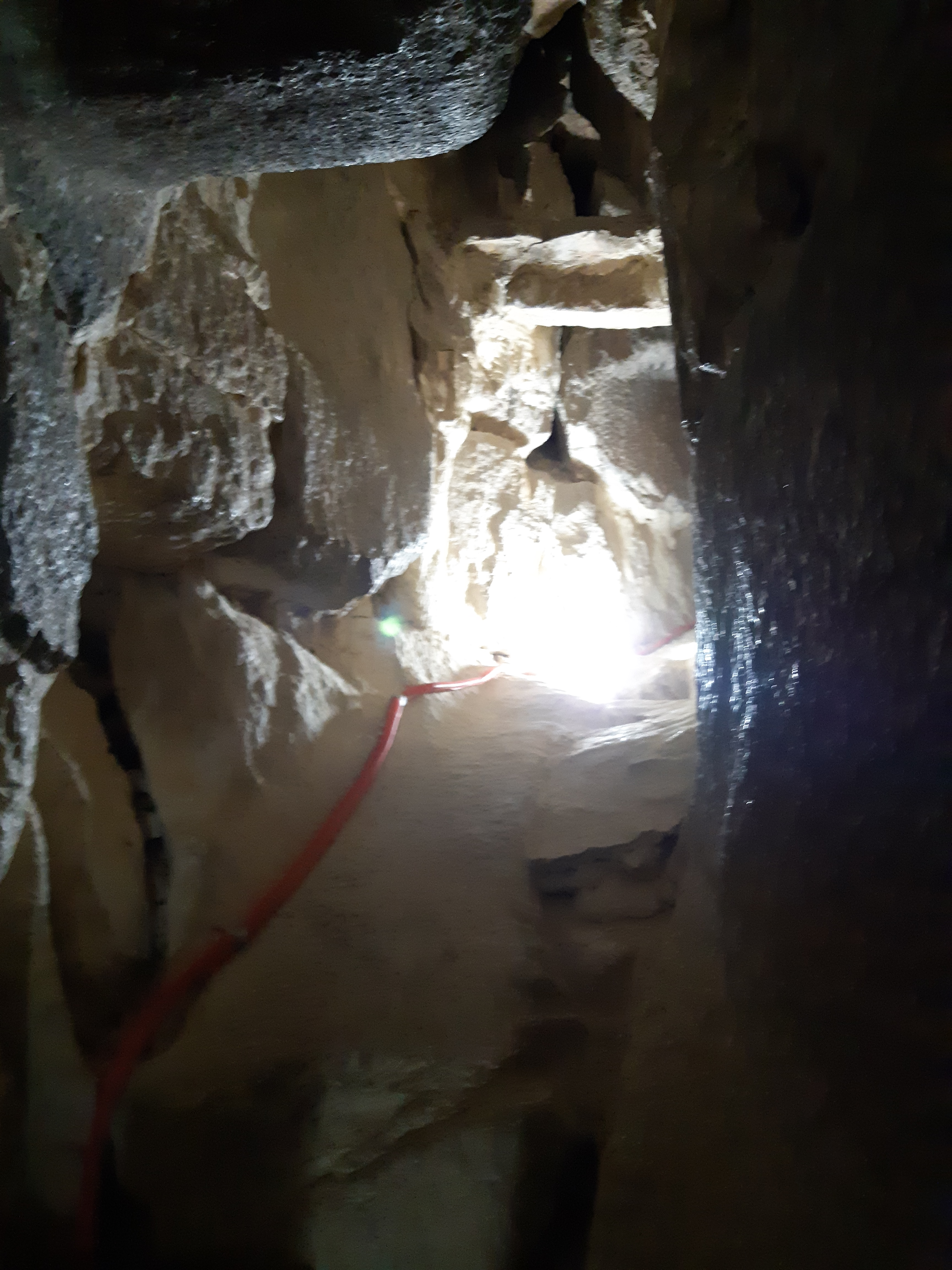
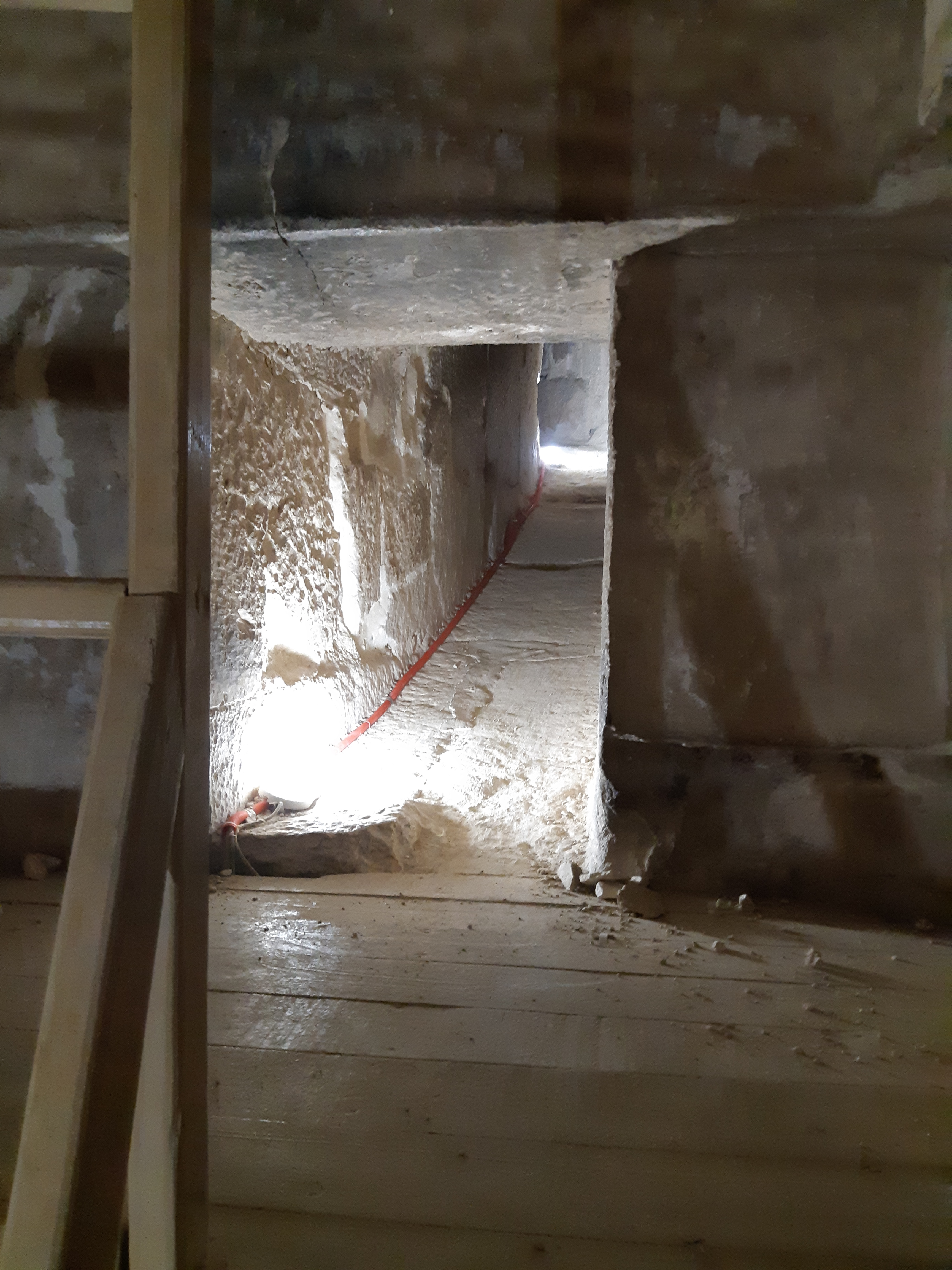
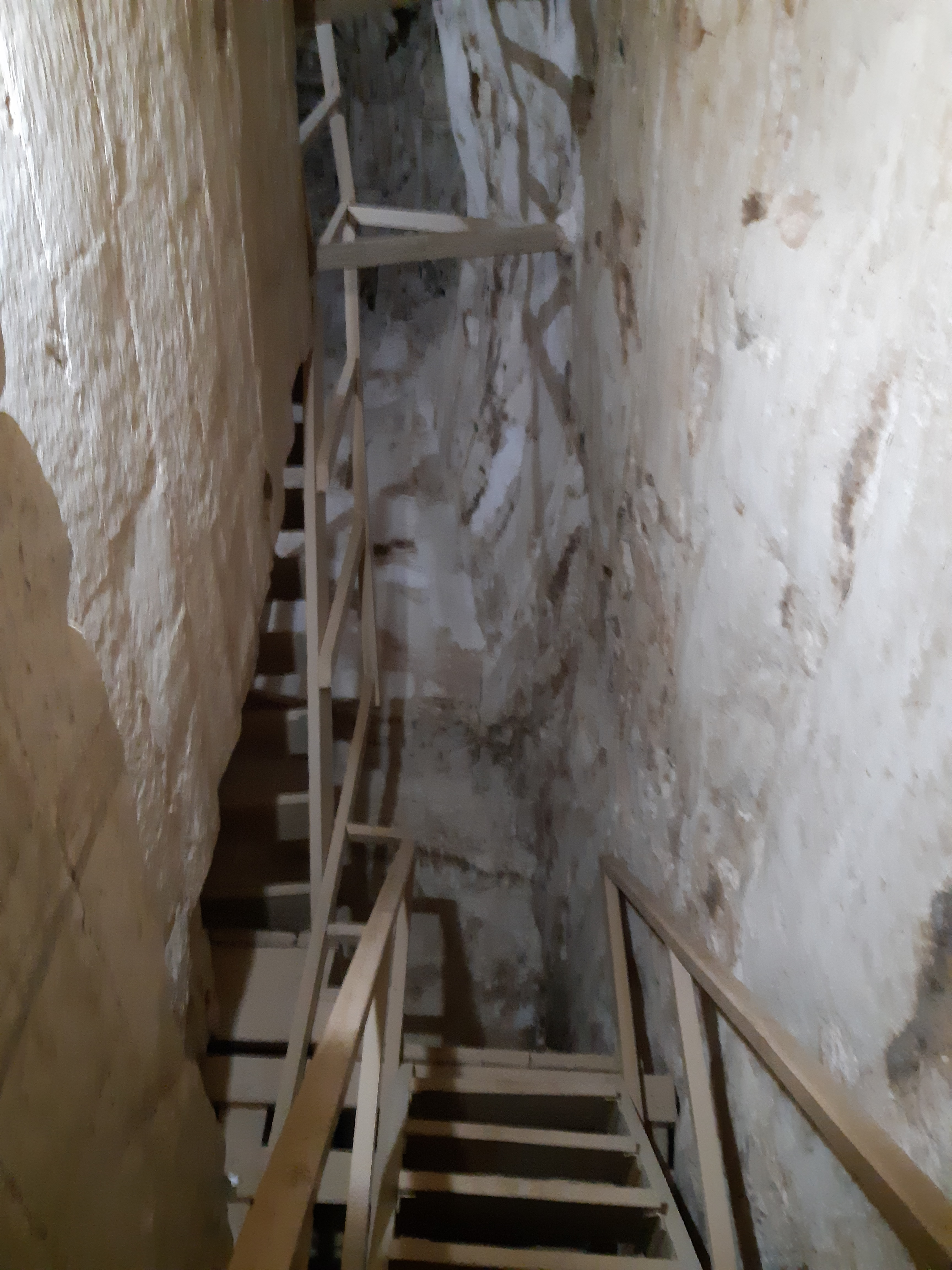
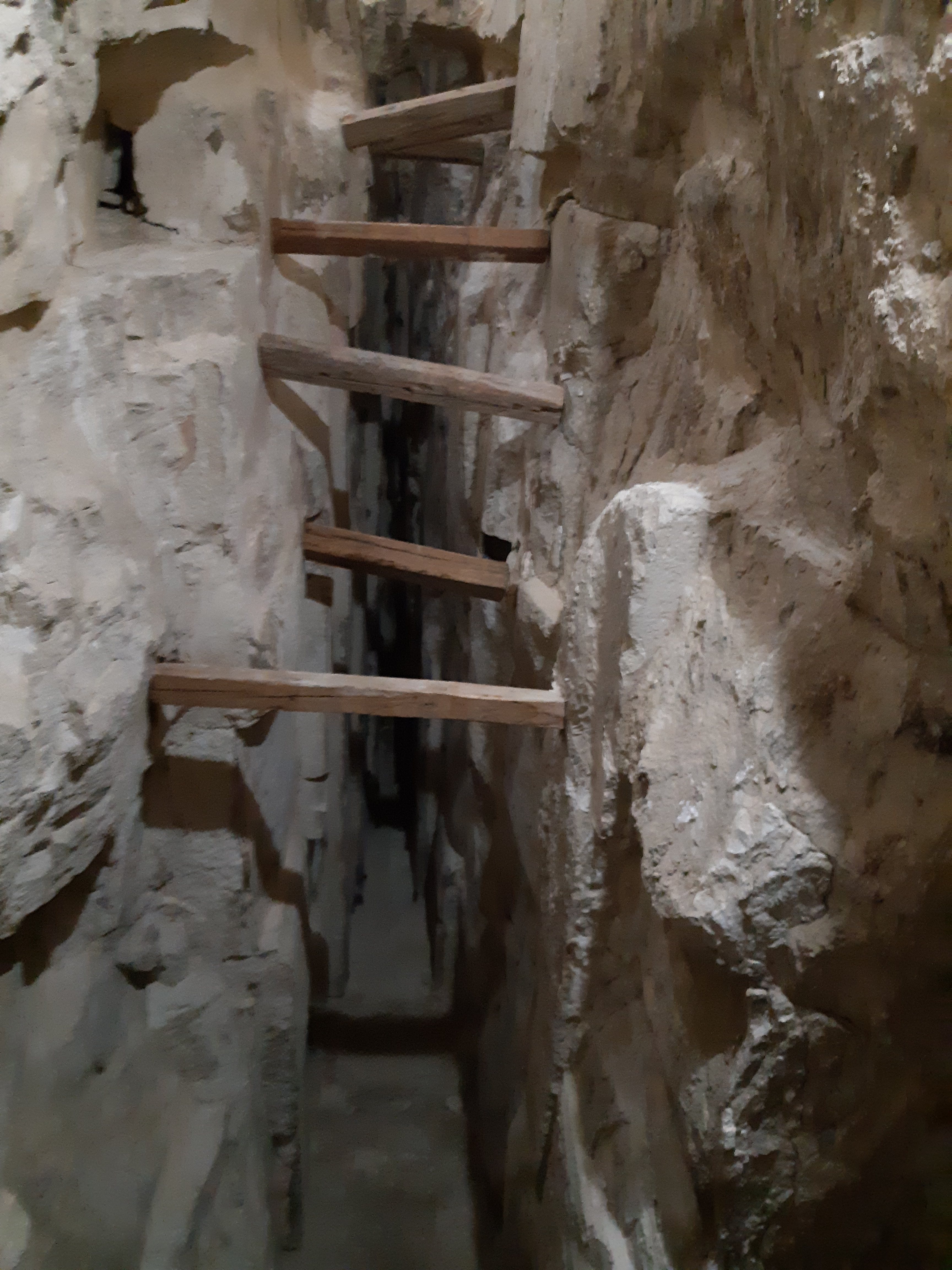
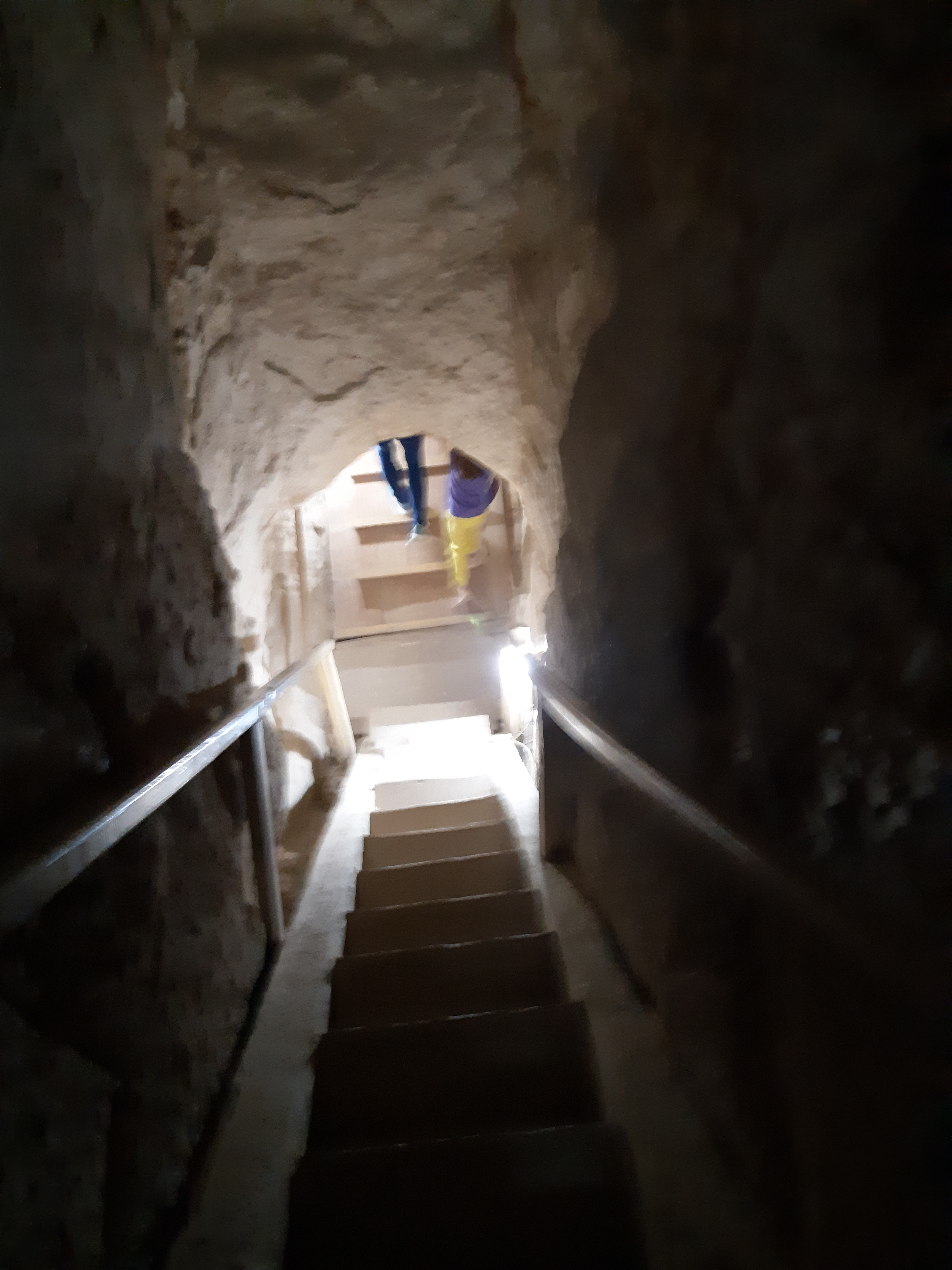

## Historia de la exploración del monumento
Es muy probable que el monumento fuese visitado desde muy antiguo, como da prueba el interés que prestaron los egipcios del Imperio Medio a la pirámide de Seneferu. El culto fue restaurado, el soberano deificado y los nuevos faraones se inspiraron en las tumbas del Imperio Antiguo para construir sus propias pirámides. Así pues, el sistema de cierre con rastra inclinado inventado para Seneferu se encuentra en la pirámide de Hawara del faraón Amenemhat III. La pirámide fue, probablemente, saqueada durante los períodos de desorden, tal como ocurrió con las otras sepulturas reales susceptibles de contener tesoros, pero se desconocen las posibles expoliaciones que habría sufrido en la antigüedad.

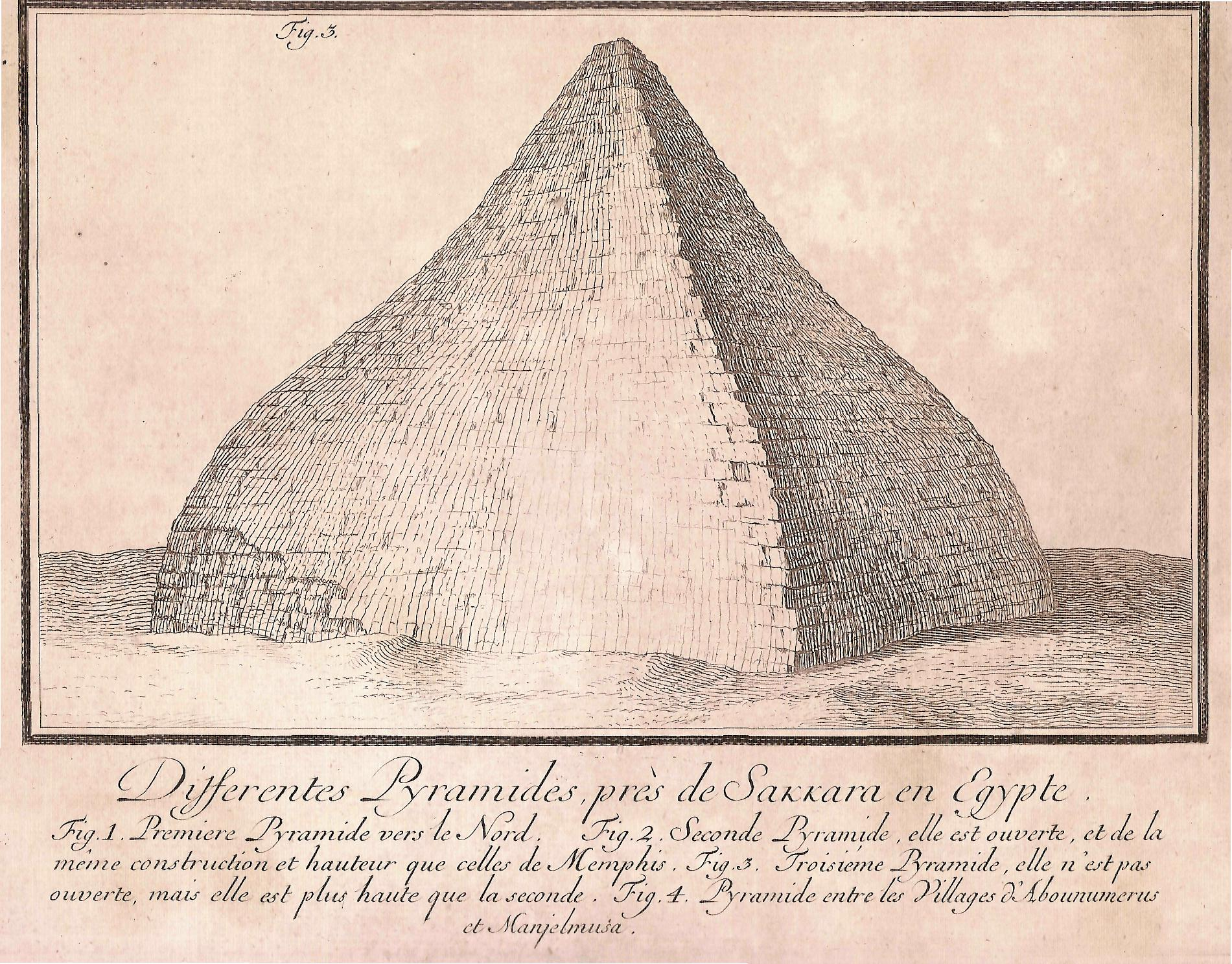
Imagen de la pirámide acodada en el libro Viaje a Egipto y Nubia, de Frederic Louis Norden.

En la Edad Media, el Libro de las perlas ocultas y del misterio precioso, escrito en el siglo X, encendió las imaginaciones e hizo de Dahshur un lugar mítico lleno de tesoros ocultos. Esta obra fomentó la destrucción y el saqueo de los grandes monumentos de la región memfita. Las dos pirámides de Dahshur fueron abiertas de nuevo en el siglo XVII por el viajero inglés Edward Melton, y veinte años más tarde por Le Brun, que penetraron en la cámara inferior de la pirámide acodada.
La primera exploración verdaderamente científica fue la que el egiptólogo británico John Shae Perring hizo el 29 de septiembre de 1839. Descubrió la segunda entrada situada sobre la cara occidental y levantó planos de la estructura, que fueron las únicas referencias serias hasta 1946, fecha en la cual el egiptólogo egipcio Abdulsalam M. Hussein emprendió un estudio más detenido del complejo piramidal. Este último vació totalmente las cámaras funerarias, descubrió la estructura de cedro de la sala superior, las momias de murciélagos y las pinturas que asignan la pirámide al faraón Seneferu. La muerte del egiptólogo en 1949 originó la interrupción de las investigaciones, que fueron reanudadas y completadas por Ahmed Fakhry, el cual puso de relieve la riqueza decorativa del templo funerario.

## Orden cronológico de las pirámides de Seneferu
Las cuatro pirámides asignadas a Seneferu son: la pirámide Roja, la pirámide Acodada, la pirámide de Meidum y finalmente la pirámide de Seila, que muy probablemente solo era un cenotafio.
La construcción de la pirámide de Meidum se divide en tres fases que los egiptólogos nombran E1, E2 y E3; E1 corresponde a la primera pirámide escalonada, E2 a la segunda pirámide escalonada obtenida al añadir un tramo más, y E3 la pirámide de caras lisas obtenidas por adición de un tercer tramo.
Se estima que Seneferu hizo acabar la pirámide escalonada de su predecesor el faraón Huny (E1) y que a continuación hizo levantar la que debía ser la suya propia, la pirámide acodada. A raíz de los problemas estructurales de esta, habría emprendido una nueva obra al norte de Dahshur, al mismo tiempo que ampliaba la de Meidum. Distintas pintadas descubiertas en algunos bloques de las pirámides de Meidum y Dahshur mencionan los años décimo quinto y vigésimo tercero del reinado del faraón, lo que demuestra la simultaneidad de las dos obras.
Los fragmentos de huesos humanos descubiertos en la pirámide roja y en su Templo Alto acabado en adobe parecen probar que esta pirámide sirvió de tumba. La pirámide acodada se benefició de una atención especial durante el Imperio Medio ya que se reactivó en esta época el templo funerario. Del mismo modo, como señala el arquitecto Gilles Dormion, su arquitectura parece haberse beneficiado de innovaciones tecnológicas, como los sistemas de cierre y las bóvedas escalonadas sobre cuatro caras, que no se encuentran en la pirámide roja. Es también posible que la pirámide acodada, a raíz de los problemas generados en su estructura, hubiese servido de laboratorio para los arquitectos: en ese caso habrían sido tres las obras simultáneas hechas durante el reinado de Seneferu.
Sea como fuere, las pirámides de Seneferu, con un volumen total de 3.500.000 metros cúbicos (o sea cerca de 1.000.000 más que la pirámide de Keops) representan el proyecto más ambicioso de toda la Antigüedad.

### Citas
1. ↑  de la Torre: op. cit., apdo. Las pirámides de Snefru.
2. 1 2 3 4 5  Maragioglio y Rinald: op. cit., pág. 58.
3. ↑  Lehner: op. cit., pág. 17
4. ↑  Maragioglio y Celeste: op. cit., pág. 66.
5. ↑  Maragioglio y Celeste: op. cit., pág. 69.
6. 1 2 3  Maragioglio y Rinaldi: op. cit., tabla 11.
7. ↑  Maragioglio y Rinaldi: op cit., pág. 77.
8. ↑  Ahmed: The monuments of Sneferu at Dahshur, pág. 48.
9. 1 2 3 4  Maragioglio y Rinald: op.cit., pág. 66.
10. ↑  Maragioglio y Rinaldi: op. cit., pp. 62-64.
11. ↑  Maragioglio y Rinald: p. cit., pp. 68-70.
12. 1 2  Maragioglio y Rinaldi: op. cit., tabla 13.
13. ↑  Fakhry: The monuments of Sneferu at Dahshur, pág. 47.
14. ↑  Maragioglio y Rinaldi: op. cit., pág. 106.
15. ↑  Fakhry: The monuments of Sneferu at Dahshur, pág. 73.
16. 1 2 3 4 5  Maragioglio y Rinaldi: op. cit., pp. 74-78.
17. 1 2 3  Fakhry: The Monuments of Sneferu at Dahshur, pp. 90-96.
18. ↑  Fakhry: The bent pyramid, pp. 515-522.
19. ↑  Fakhry: The bent pyramid, pp. 571-577.
20. 1 2  Maragioglio y Rinald: op. cit., tabla 10.
21. 1 2 3  Dormion: op. cit., pp. 54-62.
22. ↑  Aufrère y Golvin: op. cit., pág. 153.
23. ↑  Kamal: op. cit.
24. ↑  Fakhr: op. cit., vol. I, pág. 3.
25. ↑  Melton: op. cit.
26. ↑  Fakhry: op. cit., pág. 4.
27. ↑  Vyse: op. cit.
28. ↑  Mustapha: op. cit., pp.595-601.
29. ↑  Batrawi: op. cit.
30. ↑  Fakhr: The monuments of Sneferu at Dahshur.
31. ↑  Dormion y Verd'hurt: The pyramid of Meidum, architectural study of the inner arrangement.
32. ↑  Edwards: op. cit., pp. 119-121.